# Peyreleau
Peyreleau (okcitansko Peiralèu) je naselje in občina v južnem francoskem departmaju Aveyron regije Jug-Pireneji. Leta 2005 je naselje imelo 70 prebivalcev.

## Geografija
Kraj leži v pokrajini Rouergue ob reki Jonte 21 km severovzhodno od Millaua.

## Uprava
Peyreleau je sedež istoimenskega kantona, v katerega so poleg njegove vključene še občine La Cresse, Mostuéjouls, Rivière-sur-Tarn, La Roque-Sainte-Marguerite, Saint-André-de-Vézines in Veyreau s 1.966 prebivalci.
Kanton Peyreleau je sestavni del okrožja Millau.

## Zanimivosti
- grad Le château de Triadou iz druge polovice 15. stoletja, francoski zgodovinski spomenik,
- urni stolp La Tour Carrée (tudi Tour de l'Horloge) iz leta 1617,